# 161

## Narození
- 31. srpna – Commodus, římský císař († 31. prosince 192)

## Úmrtí
- 7. března – Antoninus Pius, římský císař (* 19. září 86)

## Hlavy států
- Papež – Anicetus (154/155–166/167)
- Římská říše – Antoninus Pius (138–161) » Marcus Aurelius (161–180) + Lucius Verus (161–169, spoluvladař)
- Parthská říše – Vologaisés IV. (147/148–191/192)
- Kušánská říše – Huviška (151–190)
- Čína, dynastie Chan (206 př. n. l. – 220 n. l.)